# Língua nukuoro
A língua Nukuoro é uma língua polinésia, falada por cerca de 860 pessoas no Atol de Nukuoro e um Pohnpei os Estados Federados da Micronésia.

## História
Nukuoro é um atol de coral da Polinésia que se encontra no distrito de Pohnpei Micronésia. Embora esse seja um atol polinésio, a língua Nukuoro é classificada como uma língua Oceânica e  Polinésia, do sub grupo das línguas Elliceanas. Suas línguas mais próximas são a Kapingamarangi, a Rennelles e a Vaeakau-Taumako, em função de sua similarida léxica. (conf. Carroll 1965). Tais línguas não são mutuamente inteligíveis, mas podem até se fazer entender mutuamente num certo senso. O bilingualismo não é comum entre os falantes do Nukuoro, embora os mais idosos tenha certo conhecimento do Ponapean de outras línguas da Micronésia, do alemão, japonês e inglês, essa última uma segunda língua em geral usada nas escolas, na conversa com estrangeiros e na leitura da Bíblia.
O atol Nukuoro foi colonizado por alemães, japoneses e também pelos Estados Unidos durante sua existência Uma lensa local conta que imigrantes de outra ilha foram os primeiros habitantes de Nukuoro. Duas canoas vindas da Samoa sob o comando do chefe Ko Wave e seu pai religioso Teakhu  teriam liderado esse movimento (Conf. Newton).

### População
A principal língua falada no atol Nukuoro é Nukuoro. Em 1965, havia aproximadamente 400 falantes. 260 desses residiam no atol, 125 viviam em [[Pohnpei, o Centro Distrital, e alguns outros estavam espalhados nas outras ilhas do Distrito (Carroll, 1965). A população atual é estimada em cerca de mil falantes. O povo Nukuoro é muito dependente do mar. Eles têm um forte respeito pela cultura marinha e são muito conhecidos por suas esculturas de madeira habilmente criadas. Estes geralmente são esculpidos para representar animais marinhos.

## Extinção
Existem poucos recursos sólidos sobre o idioma Nukuoro. O principal e provavelmente mais informativo é o livro de Vern Carroll "Um Esboço da Estrutura da Linguagem de Nukuoro". Há também um Léxico Nukuoro de Inglês para Nukuoro e de Nukuoro para Inglês, bem como notas gramaticais.
Em 2013, Gregory D.S. Anderson e K. David Harrison do Instituto Living Tongues para Línguas em Perigo criaram o livro Nukuoro Talking Dictionary , um dicionário digital que inclui gravações sonoras de palavras Nukuoro. Esse léxico foi inicialmente preenchido com gravações de som dos falantes de Nukuoro Johnny Rudolph, Maynard Henry e Kurt Erwin. Este dicionário continua a ser ampliado falantes e linguistas e inclui mais de 1000 tokens de áudio.
Nukuoro está listado como uma língua em novo desenvolvimento. Os etnólogos afirmam que isso significa que a língua está em uso vigoroso, mas ainda não está amplamente difundida. Vem sendo transmitida para as crianças, sendo usado nas escolas, no governo e na vida cotidiana. Desde o fim da Segunda Guerra Mundial já havia esforços para ajudar a preservar a língua, enquanto os Estados Unidos montaram uma escola primária ensinada completamente em Nukuoro. A população de falantes também aumentou de 400 para 1000 desde 1965, o que mostra um crescimento positivo

## Fonologia

### Vogais
Existem 5 vogais em Nukuoro: / a, e, i, o, u /. Também há vogais longas, por exemplo,  taane . Os vogais duplos são representadas pelo símbolo da vogal duplicado. O geminado / aa / fonêmico é frequentemente percebido como [æ].

### Consoantes
São dez os sons consoantes do Nukuoro.
|           | Bilabial | Labiodental | Alveolar | Velar | Glotal |
| --------- | -------- | ----------- | -------- | ----- | ------ |
| Oclusiva  | p        |             | t        | k     |        |
| Fricativa |          | v           | s        |       | h      |
| Nasal     | m        |             | n        | ŋ     |        |
| Vibrante  |          |             | ɾ        |       |        |

Como muitas línguas polinésias, Nukuoro tem apenas três oclusivas em seu inventário fonêmico: / p /, / t / e / k /. Essas podem ser variavelmente fortis, mas são fonemicamente surdas. A ortografia de Nukuoro representa essas tais oclusivas com  b, d, g . A vibrante alveolar / ɾ / é representado na ortografia Nukuoro usando a letra l, embora os primeiros registros do Nukuoro (e, de fato, a grafia do próprio nome da língua) usem r.
Há também consoantes longas, como na palavra  hhano. Os sons isolados / p /, / t /, / k / são escritos com b, d, g, e os geminados / p /, / t /, / k / são escritos com p, t, k . Os geminados / m /, / n /, / s /, / h /, / ɾ / são representados com letras duplas ( mm, nn, ss, hh, ll ) e o geminado / ŋ / é escrito como ' 'nng' '..

### Sílabas
As sílabas assumem as formas V, VV, VVV, CV, CVV e CVVV. Todas as combinações possíveis de V e VV ocorrem. Todas as combinações possíveis de CV ocorrem exceto / vu /. O primeiro membro de um ditongo é sempre o pico silábico quando a sílaba é tônica; em outros locais há pouca diferença entre os membros, o pico da sonoridade tende a ocorrer no vogal mais naturalmente sonora (Carroll 1956).

### Fonemas
Na língua Nukuoro, cada fonema é distinto: “/ b / é uma oclusiva bilabial aspirada, / d / é uma oclusiva dentária aspirada frouxa, / g / é um tanto aspirada naoclusiva velar implosiva, / v / é uma fricativa labio-dental muito frouxa, / s / é uma fricativa alveo-palatal tensa não somora, / h / é uma fricativa velar surda, / m / é uma nasal fortis bilabial, / n / é um nasal nasal dental, / ng / é um fortis velar nasal, / l / é um como um corte dental fortis, / i / é uma vogal frontal fechada não arredondada, / e / é uma vogal frontal  média não arredondada, / a / é uma vogal aberta ou média central não arredondada, / o / é uma vogal medial arredondada, e / u / é uma vogal fechada arredondada (Carroll 1965). 
Para fonemas duplos, “as oclusivas aumentam a aspiração especialmente após a pausa, e a articulação é tensa e os fonemas normalmente são surdos; nasais e fricativas têm articulação tensa; os cortes são tensos, longos, com oclusiva dentala pré-fortis; e os vogais são duas vezes mais longas que os vogais únicas e não rearticuladas ” (Carroll 1965).

## Escrita
A língua Nukuoro usa o alfabeto latino sem as letras C,'F, J, Q, W, X, Y, X. Usa-se o Ng.

## Gramática

### Ordem das palavras
A ordem básica das palavras Nukuoro é Sujeito-Objeto-Verbo, mas também há casos de Verbo-Sujeito-Objeto.
Uma frase de exemplo:  Au ne gidee de gaago  "Eu vi o frango"

### Reduplicação
R1 aparece em substantivos, adjetivos e verbos, enquanto R2, R3 e R4 aparecem apenas em adjetivos e verbos.
R1 é reduplicação de todo morfema base. Por exemplo, "gohu", "escuro" e "gohugohu" significa "ficar escuro".
R2 é a reduplicação da primeira sílaba da base. Por exemplo, "gai" significa "comer" e "gagai" significa "o peixe está mordendo".
R3 é reduplicação da consoante inicial de uma base. Por exemplo, "seni" significa "sono" e "sseni" significa "dormir".
R4 é reduplicação do vogal inicial de uma base. Por exemplo, "malemo", que é um sujeito singular, e "maalemo", que é o sujeito no plural.

## Lígações externas
- 436 index cards of plant and animal names junto com Kaipuleohone
- Nukuoro digital lexical database junto com Kaipuleohone
- Nukuoro em Omniglot.com
- Nukuoro em ethnologue